# Chủ nghĩa Liên bang Dân chủ
Chủ nghĩa Liên bang Dân chủ là tên tự đặt ra của hệ tư tưởng của nhóm Koma Civakên Kurdistan (KCK) cũng như Kongra-Gel và tất cả các chi nhánh của tổ chức bí mật (PKK) để tạo thành một xã hội phi quốc gia ở Kurdistan. Hệ thống này được thiết kế để tạo ra một môi trường xã hội dân sự dân chủ-sinh thái ở Trung Đông, không có mục tiêu để lập một quốc gia, mà để bãi bỏ hình thức nhà nước và tất cả các hệ thống phân cấp của nó. Các nỗ lực không phải là để trở thành một nước độc lập của người Kurd và không có liên minh của các nước thành viên, nhưng để phát triển một hành chính cộng đồng tự quản thông qua tổ chức cơ sở dựa vào cộng đồng và không đụng chạm đến biên giới quốc gia. Tư tưởng của dòng chính trị này là ý thực hệ theo chủ nghĩa cộng đồng tự do.
Rojava, một vùng tự trị trên thực tế bao gồm ba tổng tự quản (canton) nằm ở miền bắc Syria, cũng tổ chức theo ý thức hệ này.

## Lịch sử
Quan điểm ý thức hệ này đã được Abdullah Öcalan lãnh tụ đảng Công nhân Kurd, mô tả trong lúc bị giam cầm ở Imrali. Ông đã lấy cảm hứng từ các tác phẩm của Murray Bookchin. Vào cuối cuộc đời của mình, Bookchin, một nhà chính trị vô chính phủ, trở nên không hài lòng với những yếu tố ngày càng phi chính trị của phong trào vô chính phủ đương thời và phát triển chủ nghĩa hành chính cơ sở tự do. Trụ cột chính của chủ nghĩa Liên bang Dân chủ là sinh thái xã hội.
Theo Öcalan, ý thức hệ của ông bắt nguồn từ nền dân chủ có sự tham gia rộng rãi của cử tri (Participatory democracy) và quyền tự trị ở cấp địa phương .
| “ | Sự tham gia càng mạnh mẽ thì loại dân chủ này càng có nhiều sức mạnh hơn. Trong khi nhà nước-quốc gia thì ngược lại với chế độ dân chủ, và thậm chí phủ nhận nó, chủ nghĩa Liên bang Dân chủ tạo thành một quá trình dân chủ liên tục. | ” |

Vào ngày 20 tháng 3 năm 2005, chủ nghĩa Liên bang Dân chủ được công bố là một khái niệm chính trị. Sau đó tuyên bố sáng lập của Koma Komalên Kurdistan (KKK), tiền thân của KCK, được công bố trên Özgür Politika. Chủ nghĩa Liên bang Dân chủ sau này cũng được dùng là khái niệm chỉ đạo chính trị của vùng tự trị trên thực tế Bắc Syria - Rojava.